# هغشو (باكينجهامشير)
هغشو (بالإنجليزية: Hogshaw)‏ هي قرية وأبرشية مدنية تقع في المملكة المتحدة في إنجلترا. يقدر عدد سكانها بـ 75 نسمة .